# Пам'ятки історії Баранівського району
-У Баранівському районі Житомирської області на обліку перебуває 64 пам'ятки історії.
| № п/п | Охоронний номер | Найменування пам'ятки                                                                                  | Адреса                                                               | Рік                          | Автор | № рішення про взяття на державний облік | Фото |
| ----- | --------------- | --- | -------------------------------------------------------------------- | ---------------------------- | ----- | --------------------------------------- | ---- |
| 1.    | 135             | Братська могила радянських воїнів. Поховано 99 осіб                                                    | Смт Баранівка, у центрі                                              | 1975                         | —     | № 442 від 29.09.1969 р.                 |      |
| 2.    | 136             | Братська могила учасників громадянської війни. Кількість похованих невідома                            | Смт Баранівка, заводський парк культури                              | 1953 1985                    | —     | № 442 від 29.09.1969 р.                 |      |
| 3.    | 143             | Братська могила партизанів. Поховано 3 особи                                                           | Смт Баранівка, на кладовищі                                          | 1950, 1976                   | —     | № 442 від 29.09.1969 р.                 |      |
| 4.    | 1914            | Пам'ятник радянським воїнам                                                                            | Смт Баранівка, на новому кладовищі                                   | 1964                         | —     | № 559 від 26.12.1979 р.                 |      |
| 5.    | 1913            | Могила Сябрук О. — комсомолки-партизанки                                                               | Смт Баранівка, на старому кладовищі                                  | 1975                         | —     | № 559 від 26.12.1979 р.                 |      |
| 6.    | 2481            | Братська могила радянських воїнів. Кількість похованих невідома                                        | Смт Баранівка, ріг вул. Соснової і 8 Березня                         | 1976                         | —     | № 468 від 29.10.1983 р.                 |      |
| 7.    | 1439            | Могила Москальова К. М. — радянського воїна                                                            | С. Берестівка, Берестівська с/р, на кладовищі                        | 1944                         | —     | № 388 від 06.09.1976 р.                 |      |
| 8.    | 2482            | Пам'ятник воїнам-односельчанам                                                                         | С. Берестівка, Берестівська с/р, у центрі                            | 1979                         | +     | № 22 від 21.01.1983 р.                  |      |
| 9.    | 137             | Братська могила радянських воїнів та пам'ятник воїнам-односельчанам. Поховано 6 осіб                   | С. Вірля, Вірлянська с/р, у центрі                                   | 1955                         | —     | № 442 від 29.09.1969 р.                 |      |
| 10.   | 138             | Братська могила радянських воїнів. Кількість похованих невідома                                        | С. Вірля, Вірлянська с/р, на кладовищі                               | 1959                         | —     | № 442 від 29.09.1969 р.                 |      |
| 11.   | 139             | Братська могила радянських воїнів. Поховано 4 особи                                                    | С. Глибочок, Марківська с/р                                          | 1955                         | —     | № 442 від 29.09.1969 р.                 |      |
| 12.   | 2752            | Могила радянського воїна                                                                               | С. Глибочок, Марківська с/р, на кладовищі                            | 1947                         | —     | № 390 від 08.10.1992 р.                 |      |
| 13.   | 2753            | Братська могила партизанів. Кількість похованих невідома                                               | С. Глибочок, Марківська с/р, на кладовищі                            | 1948                         | —     | № 390 від 08.10.1992 р.                 |      |
| 14.   | 1915            | Братська могила радянських воїнів. Поховано 5 осіб                                                     | С. Дібрівка, Кам'янобрідська сел. рада, у центрі села                | 1958                         | —     | № 559 від 26.12.1979 р.                 |      |
| 15.   | 140             | Братська могила радянських воїнів. Поховано 33 особи                                                   | С. Дібрівка, Кам'янобрідська сел. рада, на кладовищі                 | 1957                         | —     | № 442 від 29.09.1969 р.                 |      |
| 16.   | 1451            | Пам'ятник воїнам-односельчанам                                                                         | С. Дібрівка, Кам'янобрідська сел. рада, у центрі села                | 1985                         | —     | № 388 від 06.09.1976 р.                 |      |
| 17.   | 141             | Група (20) одиночних могил радянських воїнів. Поховано 22 особи                                        | Смт Довбиш, Довбиська сел. рада, у парку порцелянового заводу        | 1957                         | —     | № 442 від 29.09.1969 р.                 |      |
| 18.   | 142             | Пам'ятник воїнам-односельчанам                                                                         | Смт Довбиш, Довбиська сел. рада, у сквері порцелянового заводу       | 1965                         | —     | № 442 від 29.09.1969 р.                 |      |
| 19.   | 1452            | Братська могила радянських воїнів. Поховано 6 осіб                                                     | Смт Довбиш, Довбиська сел. рада, на території ПТУ                    | 1967                         | —     | № 388 від 06.09.1976 р.                 |      |
| 20.   | 1917            | Пам'ятник радянським воїнам                                                                            | Смт Довбиш, Довбиська сел. рада, на околиці селища                   | 1965                         | —     | № 559 від 26.12.1979 р.                 |      |
| 21.   | 1916            | Група (3) братських могил радянських воїнів, партизанів та жертв фашизму. Кількість похованих невідома | Смт Довбиш, Довбиська сел. рада, на околиці                          | 1956                         | —     | № 559 від 26.12.1979 р.                 |      |
| 22.   | 144             | Братська могила радянських льотчиків. Поховано 3 особи                                                 | С. Жари, Жарівська с/р, у центрі, біля Будинку культури              | 1954                         | —     | № 442 від 29.09.1969 р.                 |      |
| 23.   | 2601            | Пам'ятник воїнам-односельчанам                                                                         | С. Жари, Жарівська с/р                                               | 1980                         | —     | № 52 від 04.02.1985 р.                  |      |
| 24.   | 1440            | Братська могила радянських воїнів. Поховано 4 особи                                                    | С. Забара, Мокренська с/р, на громадському кладовищі                 | 1948                         | —     | № 388 від 06.09.1976 р.                 |      |
| 25.   | 1441            | Братська могила радянських воїнів. Поховано 4 особи                                                    | С. Закриниччя, Мокренська с/р, у центрі                              | 1966                         | —     | № 388 від 06.09.1976 р.                 |      |
| 26.   | 1918            | Пам'ятник воїнам-односельчанам                                                                         | С. Заремля, Заремлянська с/р, у центрі                               | 1967                         | —     | № 559 від 26.12. 1979 р.                |      |
| 27.   | 2754            | Могила невідомого радянського воїна                                                                    | С. Іванівка, Смолдирівська с/р, на кладовищі                         | 1947                         | —     | № 390 від 08.10. 1992 р.                |      |
| 28.   | 145             | Братська могила радянських воїнів та пам'ятний знак воїнам-односельчанам. Поховано 7 осіб              | С. Йосипівка, Йосипівська с/р, у центрі                              | 1954                         | —     | № 442 29.09.1969 р.                     |      |
| 29.   | 146             | Братська могила радянських воїнів. Поховано 4 особи                                                    | Смт Кам'яний Брід, Кам'янобрідська сел. рада, на околиці             | 1952                         | —     | № 442 від 29.09.1969 р.                 |      |
| 30.   | 147             | Братська могила радянських воїнів. Поховано 9 осіб                                                     | Смт Кам'яний Брід, Кам'янобрідська сел. рада, біля фаянсового заводу | 1965                         | —     | № 442 від 29.09.1969 р.                 |      |
| 31.   | 1919            | Пам'ятник воїнам-односельчанам                                                                         | Смт Кам'яний Брід, Кам'янобрідська сел. рада, у центрі               | 1965                         | —     | № 559 від 26.12.1979 р.                 |      |
| 32.   | 1442            | Братська могила радянських воїнів. Поховано 2 особи                                                    | С. Кашперівка, Кашперівська с/р, на кладовищі                        | 1948                         | —     | № 388 від 06.09.1976 р.                 |      |
| 33.   | 2756            | Пам'ятник воїнам-односельчанам                                                                         | С. Кашперівка, Кашперівська с/р, біля школи                          | 1985                         |       | № 390 від 08.10.1992 р.                 |      |
| 34.   | 2755            | Могила Філімонова М. — радянського воїна                                                               | С. Кашперівка, Кашперівська с/р, на кладовищі                        | 1948                         | —     | № 390 від 08.10.1992 р.                 |      |
| 35.   | 1920            | Пам'ятник воїнам-односельчанам                                                                         | С. Климентіївка, Вірлянська с/р, біля Будинку культури               | 1973                         | —     | № 559 від 26.12.1979 р.                 |      |
| 36.   | 1921            | Пам'ятник воїнам-односельчанам                                                                         | С. Красуля, Дубрівська с/р, у центрі                                 | 1976                         | —     | № 559 від 26.12..1979 р.                |      |
| 37.   | 1443            | Братська могила радянських воїнів і партизан. Поховано 11 осіб.                                        | С. Лісове, Ялишівська с/р, у центрі                                  | 1947 1985                    | —     | № 388 від 06.09.1976 р.                 |      |
| 38.   | 1444            | Братська могила радянських воїнів. Поховано 2 особи                                                    | С. Любарська Гута, Довбиська с/р, на околиці                         | 1953                         | —     | № 388 від 06.09.1976 р.                 |      |
| 39.   | 2757            | Могила Купріяненка І. М. — радянського воїна                                                           | С. Марківка, Марківська с/р, на кладовищі                            | 1985                         | —     | № 390 від 08.10.1992 р.                 |      |
| 40.   | 2758            | Пам'ятник воїнам-односельчанам                                                                         | С. Марківка, Марківська с/р, у центрі                                | 1989                         | —     | № 390 від 08.10.1992 р.                 |      |
| 41.   | 1445            | Братська могила радянських воїнів. Поховано 3 особи                                                    | С. Мирославль, Берестівська с/р, на кладовищі                        | 1948 1976                    | —     | № 388 від 06.09.1976 р.                 |      |
| 42.   | 1922            | Пам'ятник воїнам-односельчанам                                                                         | С. Мирославль, Берестівська с/р, у центрі, біля Будинку культури     | 1968                         | —     | № 559 від 26.12.1979 р.                 |      |
| 43.   | 2602            | Братська могила радянських воїнів і партизанів. Поховано 5 осіб                                        | С. Мокре, Мокренська с/р                                             | 1984                         | —     | № 52 від 04.02.1985 р.                  |      |
| 44.   | 1923            | Пам'ятник воїнам-односельчанам                                                                         | С. Мокре, Мокренська с/р, у центрі                                   | 1965                         | —     | № 559 від 26.12.1979 р.                 |      |
| 45.   | 148             | Братська могила радянських воїнів. Поховано 8 осіб                                                     | С. Острожок, Рогачівська с/р, біля клубу                             | 1957                         | —     | № 442 від 29.09.1969 р.                 |      |
| 46.   | 1453            | Пам'ятник воїнам-односельчанам                                                                         | С. Острожок, Рогачівська с/р, біля Будинку культури                  | 1965 1985                    | —     | № 388 від 06.09.1976 р.                 |      |
| 47.   | 149             | Пам'ятник воїнам-односельчанам                                                                         | Смт Першотравенськ, Першотравенська сел. рада, біля Будинку культури | 1966                         | —     | № 442 від 29.09.1969 р.                 |      |
| 48.   | 3088            | Пам'ятник жертвам фашизму                                                                              | Смт Першотравенськ, Першотравенська сел. рада                        | 1995                         | —     | № 616 від 29.09.1999 р.                 |      |
| 49.   | 159             | Братська могила радянських воїнів. Поховано 2 особи                                                    | Смт Полянка, Полянківська сел. рада, у центрі                        | 1951                         | —     | № 442 від 29.09.1969 р.                 |      |
| 50.   | 2759            | Пам'ятник воїнам-односельчанам                                                                         | Смт Полянка, Полянківська сел. рада, у центрі                        | 1985                         | —     | № 390 від 08.10.1992 р.                 |      |
| 51.   | 2760            | Пам'ятник воїнам-односельчанам                                                                         | С. Радулин, Радулинська с/р, у центрі                                | 1986                         | —     | № 390 від 08.10.1992 р.                 |      |
| 52.   | 151             | Братська могила радянських воїнів та пам'ятник воїнам-односельчанам. Поховано 7 осіб                   | С. Рогачів, Рогачівська с/р, у центрі                                | 1944, 1948, 1954, 1975, 1985 | —     | № 442 від 29.09.1969 р.                 |      |
| 53.   | 1447            | Братська могила радянських воїнів та пам'ятний знак воїнам-односельчанам. Поховано 9 осіб              | С. Смолдирів, Смолдирівська с/р, у центрі                            | 1963                         | —     | № 388 від 06.09.1976 р.                 |      |
| 54.   | 152             | Пам'ятник воїнам-односельчанам                                                                         | С. Стара Гута, Марківська с/р, у центрі                              | 1975                         | —     | № 442 від 29.09.1969 р.                 |      |
| 55.   | 2761            | Братська могила радянських воїнів. Кількість похованих невідома                                        | С. Стара Гута, Марківська с/р, біля школи                            | 1964                         | —     | № 390 від 08.10.1992 р.                 |      |
| 56.   | 1448            | Братська могила радянських воїнів. Поховано 12 осіб                                                    | С. Стовпи, Хижівська с/р, на громадському кладовищі                  | 1964                         | —     | № 388 від 06.09.1976 р.                 |      |
| 57.   | 3085            | Пам'ятний знак воїнам-односельчанам                                                                    | С. Стовпи, Хижівська с/р                                             | 1990                         | —     | № 616 від 29.09.1999 р.                 |      |
| 58.   | 1924            | Братська могила радянських воїнів. Поховано 4 особи                                                    | С. Суємці, Суємецька с/р, на громадському кладовищі                  | 1948                         | —     | № 559 від 26.12.1979 р.                 |      |
| 59.   | 153             | Братська могила радянських воїнів. Поховано 3 особи                                                    | С. Тартак, Кам'янобрідська сел. рада, у центрі                       | 1953                         | —     | № 442 від 29.09.1969 р.                 |      |
| 60.   | 2762            | Пам'ятник воїнам-односельчанам                                                                         | С. Табори, Йосипівська с/р                                           | 1986                         | —     | № 390 від 08.10.1992 р.                 |      |
| 61.   | 1449            | Братська могила радянських воїнів. Поховано 35 осіб                                                    | С. Турова, Мар'янівська сел. рада, у центрі                          | 1957                         | —     | № 388 від 06.09.1976 р.                 |      |
| 62.   | 3086            | Пам'ятник воїнам-односельчанам ?                                                                       | С. Хижівка, Хижівська с/р                                            | 1990                         | —     | № 616 від 29.09.1999 р.                 |      |
| 63.   | 3087            | Пам'ятник воїнам-односельчанам                                                                         | С. Червонопрапорне, Смолдирівська с/р                                | 1991                         | —     | № 616 від 29.09.1999 р.                 |      |
| 64.   | 1450            | Братська могила радянських воїнів. Поховано 8 осіб                                                     | С. Явне, Ялишівська с/р, у центрі                                    | 1947                         | —     | № 388 від 06.09.1976 р.                 |      |
|       |                 | |                                                                      |                              |       |                                         |      |